# Szén-diszelenid
A szén-diszelenid szervetlen vegyület, képlete CSe2. Sárgás színű, átható szagú olajszerű folyadék. A szén-diszulfid (CS2) és a szén-dioxid (CO2) szelénanalógja. Vízben nem, szerves oldószerekben jól oldódik.

## Szerkezet, szintézis, reakciók
A szén-diszelenid D∞h szimmetriájú lineáris molekula. Szelén és diklórmetán reakciójával állítható elő 550 °C körül.
{\displaystyle {\ce {2 Se + CH2Cl2 -> CSe2 + 2 HCl}}}
Először Grimm és Metzger számoltak be róla hidrogén-szelenid tetraklórmetánnal való reakciójakor forró csőben.
A szén-diszulfidhoz hasonlóan a szén-diszelenid nagy nyomáson polimerizálódik. Ez feltehetően (C(=Se)Se)n szerkezetű vegyület. E polimer félvezető, 25 °C-on vezetőképessége 50 S/cm.
Ezenkívül a szén-diszelenid a szerves vezetőkhöz és szupravezetőkhöz használható tetraszelenafulvalének prekurzora.
A szén-diszelenid a szekunder aminokkal reagálva dialkildiszelenokarbamátokat ad:
{\displaystyle {\ce {2 (CH3CH2)2NH + CSe2 -> ((CH3CH2)2NH2)+((CH3CH2)2NCSe2)-}}}

## Biztonság
A szén-diszelenid gőznyomása nagy. Enyhén mérgező, de belégzéskor veszélyes. Könnyű membrántranszportja miatt veszélyes. Lassan bomlik (−30 °C-on havi 1%-a bomlik). Ára magas.
A tiszta szén-diszelenid a szén-diszulfidhoz hasonló szagú, levegővel keverve szaga új, mérgező termékeknek felel meg. Szaga miatt 1936-os első szintézisekor evakuálni kellett egy közeli falut, és a használatát kerülő eljárásokat fejlesztettek ki.

## Fordítás
Ez a szócikk részben vagy egészben  a   Carbon diselenide című angol Wikipédia-szócikk ezen változatának fordításán alapul.  Az eredeti cikk szerkesztőit annak laptörténete sorolja fel. Ez a jelzés csupán a megfogalmazás eredetét és a szerzői jogokat jelzi, nem szolgál a cikkben szereplő információk forrásmegjelöléseként.